# Фюрстенберг, Фридрих II фон
Граф Фридрих II фон Фюрстенберг (нем. Friedrich II von Fürstenberg; 19 июня 1496, Вольфах — 8 марта 1559), ландграф Баара и Штулингена — государственный деятель, военачальник и дипломат Священной Римской империи.

## Биография
Второй сын графа Вольфганга фон Фюрстенберга и Элизабет цу Зольмс-Браунфельс.
Благодаря тому, что его отец был гофмаршалом у императора Максимилиана I, Фридрих в 1505 году был определен ко двору в Нидерланды в качестве менина принцев Карла и Фердинанда.
Разделил семейные владения со старшим братом Вильгельмом. В 1516 году участвовал в войне императора Максимилиана с венецианцами. В кампанию 1521 года командовал войсками в Шампани и Пикардии. 
Во время Крестьянской войны вместе с братом собрал более трех тысяч наемников, с которыми Фюрстенберги пробились через территории, занятые повстанцами, на соединение с армией Георга фон Трухзесса. Командовал австрийскими частями, 28 февраля 1525 был ранен в ходе успешной атаки Доттернхаузена близ Балингена. Восставшие крестьяне в отместку за действия графа захватили все его замки и села, разграбили их и часть сожгли. Имперские власти обещали возместить ущерб, но в 1539 году Фридрих жаловался императору, что так и не получил обещанного, оценив свои потери в 25—30 тысяч флоринов. По-видимому, это было основной причиной больших долгов, от которых граф смог избавиться в 1534 году, получив наследство своего тестя последнего графа Верденберга. Части наследства (Зигмаринген и Веринген) он был лишен, но и доставшиеся Фюрстенбергу графство Хайлигенберг и сеньории Юнгнау и Трохтельфинген были значительным приобретением. Впоследствии он купил сеньории Блумберг и Меринген.
После роспуска Швабской конфедерации граф пытался противодействовать распространению учения евангелистов в Верхней Швабии с помощью оборонительного союза знати и городов округа. Почти во всех войнах Карла V Фюрстенберг занимал высокие командные посты: в 1532 году повел 10 тысяч солдат против турок, в 1536 году он выступил в качестве имперского советника и капитана более 400 копий и нескольких тысяч пехоты. Был имперским комиссаром на Вормсском рейхстаге 1544 года. В 1546 году командовал корпусом в армии Фердинанда Габсбурга и епископа Отто фон Трухзесса в войне со Шмалькальденской лигой.
В 1546 году на капитуле в Утрехте был принят в рыцари ордена Золотого руна.

## Семья
Жена (19.02.1516): Анна фон Верденберг (ум. 1554), графиня фон Верденберг и Хайлигенберг, дочь и наследница графа Кристофа фон Верденберга и Элеоноры Гонзага:
Дети:
- Кристоф (19.07.1519 — ранее 1532)
- Вольфганг (27.10.1520—14.04.1544). Служил в Пьемонте в войсках маркиза дель Васто, убит в битве при Черезоле. Был холост
- Элизабет (29.09.1521—1570). Муж (1536): барон Иоганн Марквард фон Кёнигсегг (ум. 1553)
- Эгон (17.09.1522—5.03.1553), убит при осаде Меца. Был холост
- Элеонора (11.10.1523—23.09.1544). Муж (22.08.1538): граф Филипп IV фон Ханау-Лихтенберг (1514—1590)
- Анна (14.12.1524—11.11.1568). Муж (30.04.1543): барон Иоганн Кристоф фон Фалькенштейн (ум. 1568)
- Эфрозина (14.02.1525—?), монахиня в Инцигкофене (1540)
- Фридрих (р. 1526, ум. ребенком)
- Иоганна (12.05.1529—3.03.1589). Муж (ок. 1545): барон Вильгельм Трухзесс фон Вальдбург цу Траухбург (1518—1566)
- Барбара (1531—1601). Муж: граф Генрих фон Монтфорт (ум. 1561)
- Конрад (р. 1532, ум. ребенком)
- Кристоф I (24.08.1534—17.08.1559), ландграф Баара и Хайлигенберга. Жена (6.01.1556): Барбара фон Монтфорт (ум. 1592), дочь графа Гуго XIV фон Монтфорта и Марии Магдалены цу Шварценберг
- Генрих (9.09.1536—12.10.1596), ландграф Фюрстенберга, сеньор Донауэшингена. Вместе с братом Иоахимом участвовал в Шпайерском рейхстаге (1570). Жена (31.03.1560): Амалия цу Зольмс-Лих (10.121537—18.06.1593), дочь рейнграфа Райнхарда цу Зольмс-Лиха и графини Марии фон Зайн-Хахенбург
- Иоахим (25.01.1538—21.10.1598), граф фон Фюрстенберг и Хайлигенберг, сеньор Юнгнау и Трохтельфингена. Жена (9.02.1562): графиня Анна фон Циммерн (27.02.1545—25.02.1602), дочь графа Фробена Кристофа фон Циммерна и графини Кунигунды фон Эберштейн
- Урсула. Муж (1564): Клод де Нёшатель (ум. 1590), барон де Горжье